# Agressão de Will Smith a Chris Rock
No dia 27 de março de 2022, durante a transmissão ao vivo do Oscar 2022, o ator Will Smith subiu no palco e agrediu o comediante Chris Rock com um tapa no rosto, enquanto este apresentava o prêmio de Melhor Documentário. Pouco antes, Rock havia feito uma piada com a esposa de Smith, Jada Pinkett Smith, sobre sua cabeça raspada. Pinkett Smith, que sofre de alopecia areata, estava sentada ao lado de Smith e não parecia contente. Smith então entrou no palco e deu um tapa em Rock antes de retornar ao seu lugar e gritar com o comediante, incluindo o uso de profanação. Rock comentou brevemente sobre o incidente e depois continuou a cerimônia. Mais tarde na cerimônia, Smith ganhou o prêmio de Melhor Ator por sua interpretação do treinador de tênis Richard Williams no filme King Richard. Em seu discurso de aceitação, Smith pediu desculpas à Academia e aos seus colegas, mas não a Rock.
Membros do público e telespectadores ficaram chocados com o incidente e alguns questionaram se o evento havia sido roteirizado. Nos Estados Unidos, a maior parte do áudio do confronto foi silenciado pela American Broadcasting Company devido a leis federais, mas imagens de vídeo sem censura de emissoras internacionais foram postadas on-line e rapidamente se tornaram virais, acumulando rapidamente dezenas de milhões de visualizações em várias plataformas e provocando comentários, discussões e debates generalizados. No dia seguinte ao incidente, Smith emitiu um pedido de desculpas a Rock e à Academia via Instagram e Facebook. Em 1.º de abril, Smith renunciou à sua participação na Academia, pois potencialmente enfrentou suspensão ou expulsão da organização.

## Antecedentes
Antes da cerimônia de 2022, o Oscar estava sofrendo com a baixa audiência do Oscar 2021, reduzida devido às restrições de COVID-19, atraindo sua menor audiência televisiva de todos os tempos. Em 3 de março de 2022, a Academia de Artes e Ciências Cinematográficas anunciou Chris Rock como um dos apresentadores. Rock serviu anteriormente como anfitrião dos prêmios em duas ocasiões distintas, inclusive em 2016, quando vários atores boicotaram o evento devido à falta de indicados afro-americanos. Jada Pinkett Smith estava entre os participantes do boicote, levando Rock a brincar com ela em seu monólogo de abertura: "Jada boicotar o Oscar é como eu boicotar a calcinha de Rihanna. Eu não fui convidado."
Durante um episódio de 2018 de seu talk show Red Table Talk, Pinkett Smith revelou que ela estava perdendo o cabelo, potencialmente por causa do estresse. Ela foi diagnosticada com alopecia areata, uma doença autoimune, e em julho de 2021, ela decidiu raspar completamente a cabeça.

## Incidente
Rock subiu ao palco para anunciar os indicados para Melhor Documentário, onde apresentou um breve monólogo cheio de piadas, em grande parte lendo de um roteiro do teleprompter. Rock fez uma piada sobre o casal Javier Bardem e Penélope Cruz, ambos recebendo indicações comparáveis na mesma cerimônia. A piada era que Bardem estaria "rezando para que Will Smith vencesse" como Melhor Ator se Cruz perdesse seu prêmio.
Enquanto isso, Will e Jada estavam sentados juntos perto da frente da plateia. Rock então começou uma piada espontânea sobre a cabeça raspada de Pinkett Smith, fazendo uma comparação com a personagem de Demi Moore no filme G.I. Jane, de 1997.
Rock: Jada, eu te amo. G.I. Jane 2, mal posso esperar para ver, certo? [plateia ri]
Após a referência, a transmissão mostrou as reações de Will e Jada à piada: ele riu, enquanto o rosto dela mostrou claro desagrado. A transmissão então voltou para Rock.
Rock: É... essa foi... foi uma boa! OK. Eu estou aqui—[ele vê Smith se aproximando dele] uh oh–Richar...
Rock continuou rindo e se inclinando para frente enquanto Smith cruzava o palco para ficar de pé e confrontá-lo cara a cara. Sem falar, Smith deu um tapa no rosto de Rock, então rapidamente se virou e voltou ao seu lugar. Rock reagiu ao incidente no palco, enquanto Smith gritava com ele de seu assento, sem microfone.
Rock: Oh, uau! Uau! [balança a cabeça e estala a língua] Will Smith acabou de bater em mim. [plateia ri] Di–
Smith: Mantenha o nome da minha esposa fora da porra da sua boca! [plateia suspira]
Rock: Uau, cara!
Smith: Sim.
Rock: Foi uma piada com G.I. Jane.
Smith: [levantando a voz] Mantenha o nome da minha esposa fora da porra da sua boca!
Rock: Eu vou, ok? ...Eu poderia, oh, tudo bem. Essa foi a melhor noite da história da televisão, ok. [plateia ri] Ok.

### Visualização sem censura
Os palavrões de acompanhamento de Smith gritados após o ataque em si foram censurados através do silenciamento de áudio durante a transmissão ao vivo em muitos países devido ao áudio profano. Nos Estados Unidos, a emissora American Broadcasting Company silenciou o áudio devido a leis federais; no entanto, muitas emissoras internacionais não o fizeram, e gravações sem censura do evento se tornaram virais nas mídias sociais. Imagens sem censura do incidente foram postadas pelo The Guardian no YouTube, que recebeu mais de 50 milhões de visualizações em 24 horas, tornando-se um dos vídeos online mais vistos nas primeiras 24 horas. O vídeo usa as imagens da transmissão australiana da cerimônia no Seven Network. O vídeo também alcançou o número 1 na página de tendências do YouTube em três horas nos Estados Unidos, Reino Unido, Austrália e muitos outros países. Alguns meios de comunicação se referiram à briga, em referência ao tiro ouvido ao redor do mundo, como "o tapa ouvido ao redor do mundo".
Memes da Internet relacionados ao incidente se espalharam, com muitos deles usando a foto como modelo.

### Vídeos adicionais
Em 31 de março, imagens adicionais do incidente foram publicadas por um usuário do TikTok que parecia mostrar o incidente através do ângulo de um membro da plateia na mesa dos Smiths.

## Desculpas e resultado

### Respostas imediatas
Em um comunicado divulgado na quarta-feira seguinte, a academia disse que Smith foi convidado a deixar a cerimônia e recusou. No entanto, outros que estavam presentes na sala negaram que Smith tenha sido convidado, diretamente ou por meio de um representante, a sair; houve um desacordo entre os membros da liderança da academia e o produtor da cerimônia Will Packer sobre se Smith deveria ser autorizado a ficar, o que levou a nenhuma ação a ser tomada. Em uma entrevista posterior à Good Morning America, Packer disse que se opunha a sugestões para remover Smith do local porque ele não acreditava que Rock iria querer isso.
Dentro de quarenta minutos, Smith ganhou o prêmio de Melhor Ator por sua interpretação de Richard Williams em King Richard. Ele focou seu discurso em sua necessidade de proteger aqueles ao seu redor e pediu desculpas à academia e aos outros indicados, mas não a Rock, sendo aplaudido de pé pela plateia. A The Economist descreveu seu discurso de aceitação, no qual ele apelou a Deus chamando-o para fazer "loucuras" em nome do amor, como "perigoso e egoísta".
Naquela noite, policiais da LAPD se encontraram com Packer, que mais tarde disseram que estavam preparados para prender Smith sob a acusação de agressão. Rock repetidamente se recusou a prestar queixa.
Perto de 1h da manhã, Smith foi filmado dançando na festa "Vanity Fair" enquanto um DJ tocava a música de Smith "Gettin' Jiggy wit It". Escrevendo à The New Yorker, o festeiro Michael Schulman observou: "Em um final de Hollywood que parecia muito sombrio e surreal para ser verdade, [Smith] parecia estar se divertindo como nunca".

### Pessoas envolvidas
Após a reação pública, Smith emitiu um pedido formal de desculpas em postagens do Instagram e do Facebook. Smith se referiu ao seu próprio comportamento como "inaceitável" e "indesculpável". Smith dirigiu-se diretamente a Rock: "Gostaria de me desculpar publicamente com você, Chris. Eu estava fora da linha e estava errado. Estou envergonhado e minhas ações não indicavam o homem que eu quero ser. Não há lugar para a violência em um mundo de amor e bondade."
A AMPAS emitiu uma declaração no dia seguinte, condenando as ações de Smith e anunciando uma revisão formal. SAG-AFTRA, o sindicato que representa atores de cinema e televisão, emitiu uma declaração semelhante condenando o comportamento de Smith: "A violência ou abuso físico no local de trabalho nunca é apropriado e o sindicato condena tal conduta. O incidente envolvendo Will Smith e Chris Rock no Oscar de ontem à noite foi inaceitável. Entramos em contato com a Academia de Artes e Ciências Cinematográficas e a ABC sobre esse incidente e trabalharemos para garantir que esse comportamento seja abordado adequadamente. O SAG-AFTRA não comenta sobre nenhum processo disciplinar pendente de membros".
Três dias após o incidente, Rock mencionou brevemente o assunto pela primeira vez em uma turnê de comédia, dizendo que ainda estava processando o que havia acontecido, mas prometeu falar sobre isso no futuro. Ele negou os rumores de que havia falado com Smith desde a briga. Rock também afirmou que Smith não o procurou pessoalmente, nem falaram desde a cerimônia. Durante este show, pelo menos dois desordeiros gritando "Will Smith!" foram removidos pela segurança. Outro homem foi preso durante o evento, mas a polícia de Boston afirmou que isso surgiu de um desacordo sobre a política de máscaras do local.
Para pessoas próximas, Chris Rock disse que fez a piada sem saber da doença de Jada Smith.
Em 1.º de abril de 2022, Smith anunciou que estava se demitindo da Academia, afirmando que havia "traído a confiança da Academia" e que estava "de coração partido".
No dia 29 de julho de 2022, Smith publicou um vídeo nas redes sociais com um pedido de desculpas a Chris Rock. Também se desculpou com a Academia, com os produtores do programa e com todas as pessoas que assistiram à cena, afirmando que estava profundamente arrependido e que a reação do público o afetou mental e emocionalmente.

## Revisão formal da Academia
Em 28 de março, um dia após o incidente, a AMPAS anunciou que lançou uma revisão formal do mesmo. O Conselho de Governadores da Academia divulgou planos para uma reunião completa para explorar outras ações e consequências de acordo com seus Estatutos, Padrões de Conduta e a lei da Califórnia programada para ocorrer na quarta-feira após o incidente. David Rubin, o presidente da AMPAS, emitiu uma carta subsequente aos membros da Academia, observando que o processo oficial levaria algumas semanas para determinar uma ação apropriada para Smith.
Em 29 de março, Smith rubricou uma ligação de seis minutos no Zoom com o presidente David Rubin e a CEO Dawn Hudson da AMPAS, pedindo desculpas novamente por suas ações, e o Conselho de Governadores não estava ciente da conversa ao discutir procedimentos disciplinares no dia seguinte. Um dos participantes da reunião do conselho chamou a falta de transparência de suspeita e mostrou falta de liderança.
Em 30 de março, a Academia iniciou um processo disciplinar contra Smith por "violações dos Padrões de Conduta da Academia, incluindo contato físico inadequado, comportamento abusivo ou ameaçador e comprometimento da integridade da Academia". Smith recebeu 15 dias para fornecer uma resposta por escrito. A academia declarou: "Enquanto gostaríamos de esclarecer que o Sr. Smith foi convidado a deixar a cerimônia e recusou, também reconhecemos que poderíamos ter lidado com a situação de maneira diferente". O período de 15 dias indicava quando o Conselho de Governadores votaria se "suspensão, expulsão ou outras sanções sob os Padrões de Conduta da Academia" seriam aplicadas a Smith. Vários membros da Academia disseram que a AMPAS deveria, no mínimo, suspender a associação de Smith, citando os Padrões de Conduta da organização implementados oito semanas após crimes sexuais de Harvey Weinstein terem sido expostos.
Após a renúncia de Smith da associação à Academia em 1.º de abril, a Academia anunciou que sua revisão interna do incidente deve continuar apesar dessa renúncia.
A Academia nunca havia expulsado um membro desde 2004, quando seu conselho de 42 membros votou unanimemente para expulsar o ator Carmine Caridi por compartilhar cópias promocionais de filmes que mais tarde foram pirateadas. Posteriormente, a Academia expulsou Harvey Weinstein, Roman Polanski, Bill Cosby e o diretor de fotografia Adam Kimmel por crimes sexuais.
Em 8 de abril, o conselho de diretores da AMPAS aceitou a renúncia de Smith como membro, e deliberou pela proibição da participação presencial ou virtual em qualquer evento ou programa promovido pela Academia, incluindo o Oscar, pelo prazo de dez anos. Tal proibição no entanto, não retira do ator o prêmio conquistado por sua atuação no filme King Richard, nem o impede de ser indicado ou mesmo premiado em futuras edições dos eventos organizados pela AMPAS.

## Reações e respostas
Uma pesquisa de opinião do YouGov realizada no dia seguinte à cerimônia descobriu que 61% dos americanos achavam que as ações de Smith eram inaceitáveis, contra 22% que disseram que eram aceitáveis. A Comissão Federal de Comunicações, que regula a transmissão dos EUA, recebeu 66 reclamações sobre o incidente.

### Alegações de golpe publicitário
Alguns comentaristas opinaram que a briga foi um golpe de publicidade, devido em parte ao declínio do número de visualizações nos últimos anos. David Griner, do Adweek, tuítou: "Uma caminhada lenta para cima, um tapa na mão aberta, sem cambalear, uma caminhada lenta de volta sem briga e nenhum segurança entrando? Parece absolutamente encenado para publicidade", com vários tweets concordando com essa avaliação. Fontes da Academia disseram mais tarde aos meios de comunicação que o incidente não foi planejado e que a piada de Rock foi improvisada.
Houve uma pequena discussão sobre por que uma piada anterior de Regina Hall que aparentemente fez pouco caso da situação conjugal dos Smiths e dificuldades de relacionamento anteriores foi recebida com risos pelos Smiths em contraste com a forma como o casal reagiu à piada de Chris Rock.

### Elenco deSummer of Soul
O músico Questlove e os produtores de filmes David Dinerstein, Robert Fyvolent e Joseph Patel subiram ao palco imediatamente após o incidente para receber o prêmio de Melhor Documentário por Summer of Soul, e alguns comentaristas opinaram que a vitória do grupo foi ofuscada pelo incidente. Gabrielle Ulubay da Marie Claire escreveu: "O filme merecia ter seu momento, e o tocante discurso e homenagem de Questlove a seus pais mereciam toda a nossa atenção — mas em vez disso, o mundo manteve sua mente em Will. Smith e Chris Rock e seus olhos no Twitter." Questlove foi questionado sobre o incidente do tapa por um repórter em uma entrevista coletiva nos bastidores imediatamente após deixar o palco, e se recusou a responder, afirmando que "não estou falando sobre isso esta noite, é sobre o Harlem Cultural Festival". Em uma entrevista no The Tonight Show Starring Jimmy Fallon na noite seguinte, Questlove disse que não percebeu o tapa no momento porque estava usando meditação transcendental para conter sua ansiedade antes de chamarem o, e que não percebeu o que havia acontecido até "talvez três segundos antes de eu falar palavras".
Em 30 de março, Patel criticou Rock e Smith pelo incidente, e se ofendeu especificamente com Rock chamando a si mesmo, Dinerstein e Fyvolent como "Quatro caras brancos" ao anunciar os vencedores do prêmio, embora Patel seja descendente do sul da Ásia e houvesse apenas três outros indivíduos premiados ao lado de Questlove. Patel escreveu no Twitter "A razão que me deixa tão, tão irritado é porque eu estava tão orgulhoso de ser um dos poucos sul-asiáticos que já ganhou um Oscar na história do prêmio". Patel disse que Rock fez a mesma piada no palco do evento Roots Jam no início da semana. Patel mais tarde deletou seu tópico no Twitter depois que ele se tornou viral e foi pego por agências de notícias, dizendo que a atenção adicional o tornou "improdutivo", concluindo: "Eu disse o que precisava dizer e me sinto em paz com isso".

### Indivíduos notáveis
Reações das celebridades presentes na premiação variaram. Em geral, houve forte condenação de Smith por seu uso de violência e apoio ao Rock, incluindo as co-apresentadoras do Oscar Wanda Sykes e Amy Schumer, bem como Kareem Abdul-Jabar, Pedro Almodóvar, Judd Apatow, Jim Carrey, Thomas Haden Church, Kevin Costner, Mia Farrow, Kathy Griffin, Mark Hamill, Zoë Kravitz, John Leguizamo, Rosie O'Donnell, Rob Reiner, Howard Stern e Rebel Wilson. Por outro lado, celebridades como Nicki Minaj, Tiffany Haddish e Janet Hubert, embora não necessariamente justificando o tapa, tinham uma visão mais simpática das ações de Smith.

#### Comediantes e clubes de comédia
Alguns comediantes, como George Wallace e Kathy Griffin, falaram sobre como o incidente os deixou preocupados com a possibilidade de mais confrontos e podem ser mais cuidadosos com os tópicos sobre os quais fazem piadas. O ator de comédia Jim Carrey opinou que Smith deveria ter sido preso, e que ele teria processado Smith por US $ 200 milhões se ele tivesse sido esbofeteado, dizendo que "esse vídeo ficará lá para sempre. Vai ser onipresente. Esse insulto vai durar muito tempo." Carrey também criticou a indústria cinematográfica de Hollywood por aplaudir Smith de pé depois de receber seu prêmio. O ator de comédia Cedric the Entertainer declarou em uma festa pós-Oscar que se ele fosse agredido por brincar sobre a esposa de alguém durante um stand-up, ele se defenderia. O comediante inglês James Corden elogiou Chris Rock por "manter o show em movimento" e criticou Will Smith por não aceitar uma piada; incluisive, ele zombou dele em seu show noturno cantando uma paródia de "We Don't Talk About Bruno" sobre Jada Pinkett Smith.
A Laugh Factory expressou seu apoio à Primeira Emenda para comediantes após o incidente e clubes de comédia nos Estados Unidos, incluindo Stand Up NY e Carolines on Broadway, anunciaram que estariam aumentando as medidas de segurança. O presidente da Laugh Factory disse ter notado um aumento da agressividade entre os clientes desde que os negócios reabriram após os bloqueios devido à pandemia COVID-19. O dono da Adega de Comédia, no entanto, expressou dúvidas de que o tapa inspiraria imitadores.

#### Políticos
Alguns políticos, nos Estados Unidos e no exterior, discutiram publicamente ou se posicionaram sobre o incidente. O primeiro-ministro australiano Scott Morrison, refletindo sobre seu próprio casamento, afirmou que "pode entender" o motivo das ações de Smith, mas acrescentou: "não é assim que se faz". No Canadá, o primeiro-ministro de Alberta Jason Kenney atraiu críticas por usar um meme do incidente para expressar sua posição sobre as políticas de energia verde. O Partido Nacional da Nova Zelândia usou um meme do incidente para criticar o Partido Trabalhista da Nova Zelândia no Facebook, mas foi rapidamente excluído e desautorizado pelo líder Christopher Luxon.

### Advocacia da alopecia
Laura Mathias, uma defensora britânica de pessoas com alopecia, condenou as ações de Smith, mas disse que o incidente trouxe mais conscientização pública sobre a condição. Ela também disse que era mais provável que saísse em público sem uma peruca para cobrir sua calvície em resposta à piada de Chris Rock e encorajou outras pessoas carecas a fazer o mesmo. A representante dos EUA Ayanna Pressley, que também foi diagnosticada com alopecia, disse que a condição "não é uma piada". Bill Maher comentou: "Alopecia não é leucemia. Todos nós lutamos com nosso cabelo."

### Visões sobre a criminalidade
Enquanto o LAPD informou que Rock não queria registrar um boletim de ocorrência, o ex-promotor federal Neama Rahmani explicou que a ideia de "apresentar queixa" é um equívoco legal, e que a escolha ficou por conta do escritório do procurador da cidade de Los Angeles Mike Feuer. A advogada de defesa criminal Alison Triessl ecoou esses sentimentos, dizendo: "Eu ficaria surpresa se o promotor da cidade não considerasse seriamente [as acusações] porque foi tão público... Eles estão enviando a mensagem errada se não o processarem? [...] Ele envia uma mensagem de que você pode cometer um crime e não será punido. Esta foi uma mensagem muito errada." No entanto, o ex-promotor do condado de Los Angeles, Alan Jackson, acreditava que as acusações não seriam feitas enquanto Rock não participasse.
Na manhã seguinte ao incidente, o analista jurídico-chefe Aron Solomon, da Esquire Digital, escreveu: "Está claro que o que aconteceu no Oscar foi um ataque sob a definição estatutária da Califórnia". Tarek Fatah escreveu na The Toronto Sun, "Dos dois homens na discussão, apenas um deles infringiu a lei no Oscar e se safou porque a LAPD recuou e deixou acontecer... Somente quando Will Smith for acusado de agressão, isso mostrará que a justiça é cega". Jody Armour, professora de direito da Universidade do Sul da Califórnia, argumentou: "Se Smith não for acusado, isso pode pôr em risco a credibilidade do sistema de justiça".
No entanto, outros especialistas jurídicos argumentaram contra as acusações. Alan Jackson disse: "Para ser preso por contravenção, tem que acontecer na frente das autoridades, ou, inversamente, a pessoa contra quem o crime foi supostamente cometido tem que apresentar uma queixa formal à polícia". A professora da Loyola Law School e ex-procuradora federal Laurie Levenson disse que o caso não era sério o suficiente para merecer ser tratado como prioridade; o advogado de defesa e ex-promotor Michael Cardoza concordou, dizendo que, embora as ações de Smith constituam um crime, "não é significativo o suficiente para obstruir nossos tribunais". O advogado de defesa Lou Shapiro argumentou que Smith não estava recebendo nenhum tratamento especial por não ser preso, afirmando: "Em uma simples bateria sem ferimentos, a polícia de Los Angeles não está se desviando da norma neste caso. A menos que seja um caso de violência doméstica, eles provavelmente não usarão recursos nisso, porque se a vítima não vai processar acusações, então quem estamos protegendo neste momento?" Especialistas consultados pela Associated Press concordaram que Smith provavelmente não enfrentaria acusações e, se condenado, receberia apenas uma penalidade menor.

## Análise

### Masculinidade tóxica ou cavalheirismo
Monica Hesse, autora e colunista do The Washington Post, caracterizou o ato de violência como uma tentativa equivocada de cavalheirismo. Essa análise foi ecoada pelo escritor Ateh Jewel, que caracterizou a violência como "um ato de cavalheirismo carregado de masculinidade tóxica". A professora de comunicação da Universidade de Boston Amy Shanler observou: "Embora Will Smith possa perceber que sua esposa foi a vítima, como alvo do humor de Chris Rock, o que ele realmente fez foi reformular toda a situação para tornar Chris Rock a vítima de sua agressão" O professor de estudos africanos e afro-americanos, Mark Anthony Neal, comentou que o incidente refletiu sobre os valores sociais relacionados às percepções de raça e masculinidade afro-americana na mídia do país.
O professor da Escola de Educação, Cultura e Sociedade da Universidade Monash Steven Roberts comentou ainda mais sobre o incidente e também o colocou dentro de um contexto mais amplo da masculinidade tóxica. Roberts concluiu que o incidente foi "outro lembrete oportuno de que precisamos investir e promover formas de masculinidade que se baseiam em relações democráticas de gênero centradas na empatia e no cuidado". O professor da Universidade do Sul da Califórnia e diretor executivo do Centro de Raça e Equidade da universidade, Shaun Harper, elaborou ainda mais o incidente como um exemplo de masculinidade tóxica. Harper enfatizou: "Will Smith tem 53 anos, o que confirma que a masculinidade tóxica não tem a ver com imaturidade. Não é uma coisa da qual os homens crescem naturalmente. Alguns de nós incorporam aspectos dela durante toda a vida. Entender o que é e como ele aparece em nossas atitudes e comportamentos pode apenas nos salvar de infligir danos a nós mesmos e aos outros."

### Violência da ação
A psicóloga da Faculdade de Medicina de Harvard Anna Precht analisou a situação e postulou como Will Smith refletiria sobre o incidente em um cenário diferente: "em um momento mais frio e calmo, ele reconheceria que uma piada não é realmente uma ameaça". O autor vencedor do Booker Prize Bernardine Evaristo colocou o incidente dentro de um contexto mais amplo de afro-americanos vencedores do Oscar e lamentou que Will Smith tenha escolhido a violência em vez de simplesmente palavras para se expressar. Em uma análise acadêmica colaborativa do incidente, os professores da Universidade de Monash Steven Zech, Beatriz Gallo Cordoba, Lucas Walsh, Matteo Bonotti, concluíram: "A violência (também uma forma de incivilidade) é inaceitável, mas a civilidade, e quando e como realizá-la, é complicado. Às vezes pode ser melhor ser indelicado e não sorrir, se quisermos promover a mudança."

### Impacto financeiro
Os professores Tim Solberg e Glenn MacDonald, da Universidade Washington em St. Louis, concordaram que era provável que o incidente não tivesse impacto financeiro significativo no poder de lucro de qualquer uma das celebridades Will Smith ou Chris Rock, mas pode ter um impacto negativo para a organização da Academia de Artes e Ciências Cinematográficas. Solberg observou: "A própria Academia pode sofrer danos se não agir." Com relação às duas celebridades envolvidas, Solberg comentou: "As duas estrelas têm seus seguidores e o público é segmentado. Eles provavelmente não terão uma queda no como resultado. Nesse sentido, sua marca não é prejudicada financeiramente." MacDonald concordou, observando: "No entretenimento, eles costumam dizer que não existe publicidade ruim". Solberg observou que poderia haver um impacto financeiro para Smith se os principais estúdios de cinema agissem: "Embora financeiramente, as estrelas tenham sua marca e seus seguidores, a menos que um estúdio boicote ou o público cancele Will Smith - uma grande estrela de bilheteria que ganha dinheiro para a empresa - devido à demonstração pública de violência, ele manterá sua atração financeira mesmo que sua marca seja manchada". Rock pareceu se beneficiar financeiramente do incidente; sua turnê de comédia esgotou com um vendedor de ingressos secundário vendo um aumento de 641% nos dias seguintes, alguns ingressos sendo leiloados por mais de 1,7 mil dólares.